# Kevin Quiambao
Karl Kevin Argana Quiambao (Muntinlupa, 22 aprile 2001) è un cestista filippino professionista nella KBL con i Goyang Sono Skygunners.
È conosciuto anche con l'acronimo KQ.

## Carriera
Il 16 dicembre 2024 firma il suo primo contratto professionistico con i Goyang Sono Skygunners della Korean Basketball League. Chiude la stagione con una media di 16,9 punti, 6,3 rimbalzi, 3,9 assist e 1,3 palle rubate.

### Nazionale
Debutta con la nazionale filippina al campionato asiatico 2022, chiudendo il torneo con una media di 6,0 punti, 4,2 assist e 3,5 rimbalzi.

## Vita privata
È un avido giocatore di Mobile Legends: Bang Bang ed aveva espresso interesse a unirsi alla squadra esports del college di DLSU dove giocava.